# Kališovec
Kališovec je naselje u Općini Krško u istočnoj Sloveniji. Kališovec se nalazi u pokrajini Dolenjskoj i statističkoj regiji Donjoposavskoj. 

## Stanovništvo
Prema popisu stanovništva iz 2002. godine Kališovec je imao 43 stanovnika.

## Vanjske poveznice
- Satelitska snimka naselja  Arhivirana inačica izvorne stranice od 29. srpnja 2017. (Wayback Machine)